# Schizymenium brevicaule
Schizymenium brevicaule är en bladmossart som beskrevs av Arthur Jonathan Shaw och Churchill in Churchill 1989. Schizymenium brevicaule ingår i släktet Schizymenium och familjen Bryaceae. Inga underarter finns listade i Catalogue of Life.